# Matching! Sonyeon yanggungbu
Matching! Sonyeon yanggungbu (매칭! 소년 양궁부?, Maeching! Sonyeon yanggungbuLR, titolo internazionale Matching! Boys Archery) è una webserie sudcoreana del 2016 andata in onda dal 4 al 28 agosto 2016 su Naver TV Cast.

## Trama
Hong Shi-ah è una disegnatrice che tenta di proporre alla sua editrice storie reali che trattano le difficoltà della vita, ma vengono tutte respinte perché troppo noiose e per questo generalmente evitate dal grande pubblico. Per trovare l'ispirazione per una nuova storia Shi-ah va a prendere un caffè che viene però rovesciato accidentalmente da un gruppo di liceali che immediatamente dopo scappano per non ripagare il danno. Lei, per esigere da loro delle scuse e i soldi, le insegue e finisce in una palestra dove un gruppo di arcieri noto come X-Ten (riferimento al centro del bersaglio che vale 10 punti) si sta allenando. In quel momento in lei scatta l'ispirazione e decide di creare un fumetto a tema amori omosessuali utilizzando come base i membri del gruppo. L'editrice è entusiasta della storia e ne vuole delle altre. Shi-ah quindi decide d'indagare sulla squadra e approfitta del posto vacante di manager del gruppo per presentarsi ai colloqui, mentendo sulla propria età, dove viene assunta.
La squadra consta di cinque membri, di cui tre sembrano molto svogliati, e sarà compito di Shi-ah migliorare le loro prestazioni e i loro rapporti personali per portarli alla vittoria del campionato, pena lo scioglimento della squadra a causa degli scarsi risultati sportivi.

## Personaggi
- Hong Shi-ah, interpretata da Kei
È una disegnatrice di webtoon che sta attraversando una crisi artistica. È squattrinata e per trovare l'ispirazione per la sua prossima storia diventa la manager degli X-Ten. Ha un orologio da polso in grado di fare delle foto con il quale fotografa di nascosto i membri della squadra.
- Yoo Ji-wan, interpretato da Seo Ji-hoon
È un ragazzo estroverso e membro degli X-Ten, l'unico del gruppo che accoglie positivamente Hong Shi-ah. Lui e Joo Seung-joon sono amici d'infanzia. Molte volte quando tira con l'arco tende ad attendere troppo, portando a dei tiri non validi per il tempo eccessivo impiegato.
- Joo Seung-joon, interpretato da Baek Chul-min
È un ragazzo introverso e membro degli X-Ten. Lui e Yoo Ji-wan sono amici d'infanzia e durante la storia sembra covare un amore profondo per quest'ultimo.
- Cha Min, interpretato da Kim Chang-hwan
È un ragazzo estremamente vanesio e membro degli X-Ten. Tende a fare il cascamorto con le ragazze. Durante la serie soprannominerà Hong Shi-ah "caco secco".
- Ahn Kyun-nam, interpretato da Chae Ji-hoon
È un ragazzo che studia molto ed è membro degli X-Ten. Poco prima delle competizioni importanti tende ad avere forti crampi allo stomaco a causa del suo nervosismo.
- Jung Guk-dae, interpretato da Yong Woo
È un ragazzo molto muscoloso e anche durante gli allenamenti di tiro con l'arco fa esercizi di sollevamento pesi. È il capitano degli X-Ten e pratica anche taekwondo.
- Allenatore, interpretato da Jo Jae-yun
È il responsabile degli allenamenti degli X-Ten. Sembra svogliato e più intento a dormire o ad avviare il suo progetto per un ristorante che ad allenare la squadra.